# Coupiac
 Coupiac  (en occitano Copiac) es una comuna y población de Francia, en la región de Mediodía-Pirineos, departamento de Aveyron, en el distrito de Millau y cantón de Saint-Sernin-sur-Rance.
Su población en el censo de 1999 era de 535 habitantes, la mayor del cantón.
Está integrada en la Communauté de communes des Sept Vallons, de la que es la mayor población.

## Demografía
| 722 | 662 | 663 | 718 | 629 | 535 |
| Para los censos de 1962 a 1999 la población legal corresponde a la población sin duplicidades (Fuente: INSEE [Consultar]) |     |     |     |     |     |